# ペスカーラ
ペスカーラ（イタリア語: Pescara）は、イタリア共和国アブルッツォ州中部にある都市であり、その周辺地域を含む人口12万人の基礎自治体（コムーネ）。ペスカーラ県の県都である。
アドリア海に面し、ペスカーラ川の河口部に位置する港湾都市で、アブルッツォ州最大のコムーネ人口を有する。

## 地理

### 位置・広がり
ペスカーラ県北東部に位置し、アドリア海に面するコムーネ。キエーティから北北東へ13km、テーラモから東南東へ48km、州都ラクイラから東へ68km、首都ローマから東北東へ155kmに位置する。

#### 隣接コムーネ
隣接するコムーネは以下の通り。括弧内のCHはキエーティ県所属を示す。
- フランカヴィッラ・アル・マーレ (CH)
- モンテジルヴァーノ
- サン・ジョヴァンニ・テアティーノ (CH)
- スポルトーレ

## 行政

### 分離集落
ペスカーラには以下の分離集落（フラツィオーネ）がある。
- Colle della Pietra, Colle di Mezzo, Colle Marino, Colle San Donato, Collescorrano, Fontanelle, Fontanelle Alta, Madonna del Fuoco, San Donato, San Silvestro, San Silvestro Spiaggia, Santa Filomena

### 合併計画

ヌオーヴァ・ペスカーラの地図

2018年8月24日、州議会はペスカーラとモンテジルヴァーノ、スポルトーレの3自治体が合併し、ヌオーヴァ・ペスカーラ（Nuova Pescara、新しいペスカーラの意）を形成することを承認した。合併日は2022年1月1日とされた。
2020年12月29日、州議会は合併日を2023年1月1日に延期した。
2022年9月29日、合併予定の3自治体から成る合同議会は合併日を2024年1月1日に延期することを決定した。
2023年3月17日、州議会は新コムーネ名をヌオーヴァ・ペスカーラからペスカーラに変更した。また合併日は2027年1月1日に延期された。

## 姉妹都市
- アルカション、フランス
- スプリト、クロアチア
- マイアミビーチ、アメリカ合衆国
- メッシーナ、イタリア

## 著名な出身者
- ガブリエーレ・ダンヌンツィオ - 19-20世紀の詩人・作家・劇作家。
- エンニオ・フライアーノ - 20世紀中葉の脚本家・劇作家・小説家。
- ステファノ・ペッシーナ - 実業家。
- フローリア・シジスモンディ（英語版） - 写真家、映像作家。
- ジョバンニ・デ・ベネディクティス - 競歩選手。
- イルデブランド・ダルカンジェロ - オペラ歌手
- ヤルノ・トゥルーリ - F1ドライバー。
- マルコ・ヴェッラッティ - サッカー選手。

## スポーツ
- ペスカーラ・カルチョ - ペスカーラを本拠地とするサッカークラブ。
- ペスカーラ・サーキット - 1924年から1961年まで使用された公道サーキット